# Canon de 47 mm modèle 1902
Pour les articles homonymes, voir Canon de 47 mm.
Le canon de 47 mm modèle 1902 est un canon naval construit par Hotchkiss au début du XXe siècle. Conçu pour remplacer son prédécesseur de 1885, il est installé sur les cuirassés et les croiseurs construits à partir de cette année-là. Durant la Première Guerre mondiale, il devient le canon antiaérien standard de la Marine française. Dans les années 1930, ces canons devenus obsolètes sont données au ministère de la Guerre qui en équipe les fortifications de la ligne Maginot.

## Conception
Comparé à son prédécesseur de 1885, le modèle 1902 a une structure renforcée, et une plus grande vitesse à la bouche (690 mètres par seconde). Chargé, le canon pèse 308 kg, et ses obus font 2 kg.

## Utilisation
Le canon de 47 mm modèle 1902 est monté sur les cuirassés des classes Liberté et Danton, ainsi que sur les croiseurs cuirassés Jules Michelet, Ernest Renan et ceux de la classe Edgar Quinet.
À partir de 1933 il est réformé de la marine, considéré comme inefficace contre les nouveaux blindages, et remplacé dans son rôle antiaérien par le canon de 75 mm modèle 1908. Les canons démontés et les stocks de munitions sont alors cédés au ministère de la Guerre qui va s'en servir pour armer plusieurs forts de la ligne Maginot.